# Bretonvillers
Bretonvillers é uma comuna francesa na região administrativa de Borgonha-Franco-Condado, no departamento de Doubs. Estende-se por uma área de 13,66 km². Em 2010 a comuna tinha 279 habitantes (densidade: 20,4 hab./km²).